# أرتور جورج
أرتور جورج (بالبرتغالية: Artur Jorge‏)، (13 فبراير 1946 - 22 فبراير 2024)، هو لاعب ومُدرب كرة قدم برتغالي،
من مواليد 13 فبراير 1946 في بورتو في البرتغال، لعب مع منتخب البرتغال لكرة القدم بين عامي 1967 و1977، وشارك معهم في 16 مباراة وسجل هدفا واحدا.
درب منتخب سويسرا لكرة القدم بين عامي 1995 و1996، ودرب منتخب البرتغال لكرة القدم بين عامي 1996 و1997، ودرب نادي النصر السعودي في عام 2001، ودرب نادي الهلال السعودي في موسم 2001/2002، وفي عام 2005 درب منتخب الكاميرون لكرة القدم حتى عام 2006و نادي مولودية الجزائر .

## مسيرته الكروية
لعب أرتور جورج خلال مسيرته الاحترافية مع 5 أندية في خمسة عشر موسمًا وسجل خلالها 162 هدف ضمن 252 مباراة. حيث فاز في موسمين بالكأس وفي أربعة مواسم بالدوري.
خاض أرتور جورج مسيرته مع نادي بورتو في موسم 1964–65 لمدة موسم واحد، مشاركًا في 4 مباريات سجل خلالها هدفًا واحدًا. ثم انتقل إلى نادي أكاديميكا كويمبرا في موسم 1965–66 ليلعب معه أربعة مواسم، حيث شارك في 95 مباراة سجل خلالها 71 هدفًا. لينتقل بعدها إلى نادي بنفيكا في موسم 1969–70 ليلعب معه ستة مواسم، مشاركًا في 95 مباراة سجل خلالها 74 هدفًا. ثم انتقل إلى نادي بيلينينسش في موسم 1975–76 في المرة الأولى ولمدة موسمين ثم في موسم 1977–78 لمدة موسم واحد، مشاركًا طوالها في 51 مباراة سجل خلالها 14 هدفًا. هذا وانتقل لاحقًا إلى روتشستر لانسر ‏ ما بين عامي 1977 و1978 لمدة موسم واحد، مشاركًا في 7 مباريات سجل خلالها هدفين.

## الوفاة
توفي أرتور جورج في 22 فبراير 2024 عن عمر ناهز الثامنة والسبعين.

## روابط خارجية
- أرتور جورج على موقع قاعدة بيانات كرة القدم.إي يو (الإنجليزية)
- أرتور جورج على موقع ناشيونال فوتبول تيمز (الإنجليزية)
- أرتور جورج على موقع عالم كرة القدم.نت (الإنجليزية)
- أرتور جورج على موقع كووورة